# 聖彼德羅卡爾查

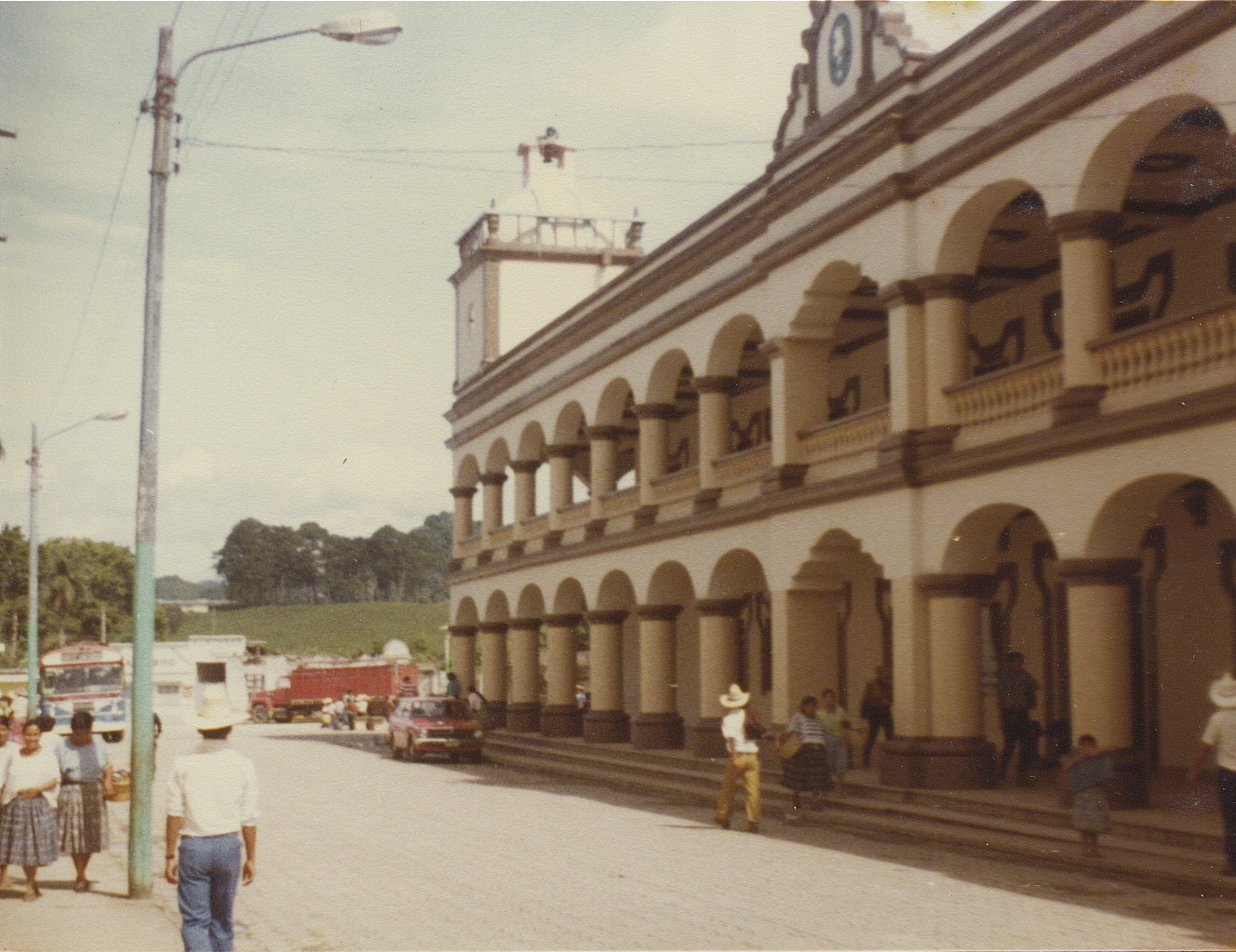

15°28′N 90°18′W / 15.467°N 90.300°W
聖彼德羅卡爾查（西班牙語：San Pedro Carchá），是危地馬拉的城鎮，位於該國北部，由上維拉帕斯省負責管轄，面積1,082平方公里，海拔高度1,282米，2002年人口148,344，人口密度每平方公里137.10人。